# 春原里佳
春原 里佳（すのはら りか、1995年8月30日 - ）は、日本の元モデル、元タレントである。東京都出身。

## 略歴
2013年、タピオカとクレープの専門店「パールレディ」2013年イメージガールで結成された「PLC」（001：梅村実礼(みれー)、002：春原里佳(りかぴょん)、003：川上愛美(まなみ)、004：石井美香(みかりん)、005：安斉絵莉花(あんちゃん)、006：岡部祐美(ゆみたん)、007：三上亜希子(あっこ)、008：玉山智恵(やーまん)、009：北條莉奈(りなちゃん)、010：川島絵里香(えりりん)、011：菊地麻友(まゆ)、012：矢野悠来(ゆうゆう)）のメンバーとして活躍。デビューシングル『ユメカナ！』でCDデビュー。同年には「日テレジェニック2013」候補生としても活動したが、受賞はならなかった。
2015年4月10日、ラナエンターテイメントによりエヴァンゲリオンレーシングの2015年体制として、同年夏の鈴鹿8時間耐久ロードレースにて碇シンジ役のレースクイーンを行うことが発表された。アーティストハウス・ピラミッド所属者がエヴァンゲリオンレーシングのRQを務めるのは彼女が初めてとなる。

## 人物
趣味はテニス、サッカー観戦。特技は舌を4つ折りにできる、ピアノ、英語。兄が1人いる。

## 作品

### シングル
- デビューシングル『ユメカナ！』PLC(パールレディクラブ) (2013年) 『ユメカナ！』のカップリング曲『ねがいごとまたひとつ』
- 2ndシングル『キューティパイ！』PLC(パールレディクラブ：岡部祐美、春原里佳、石井美香、三上亜希子、川上愛美) (2014年) 『キューティパイ！』のカップリング曲『絶対ストロンガー』

### 映像作品
- アイドルの穴〜日テレジェニックを探せ!〜

## 出演

### テレビ
- 『アイドルの穴〜日テレジェニックを探せ!〜』（日本テレビ)(2013年) 39位

### CM・広告
- 「パールレディ」2013年イメージガール[3]
- タカラレーベン 日めくりカレンダー2014年5月21日担当[4]

### PV
- サザンオールスターズ PV「天国オンザビーチ」

### レースクイーン
- エヴァンゲリオンレーシング2015（2015年 鈴鹿8時間耐久ロードレース・シンジ役）[5][6]
  - 4月25日：富士急ハイランド「EVANGELION：WORLD」エヴァンゲリオンプロジェクションマッピング オープニングイベント[7][8]、撮影会
  - 6月6日：RQ撮影会
  - 7月25日 - 26日：鈴鹿8時間耐久ロードレース[9]
  - 10月3日：RQ撮影会
  - 2016年1月31日：RQ撮影会

### 雑誌
- Pricolle the Best vol.02 [Kindle版](2015年2月)[10] グラビアアイドル【熊田曜子・池田夏希・小林さり・春原里佳】の完全撮り下ろし極上ショット

### ネット配信
- 現役小中高生によるアイドル学園！ (ニコニコチャンネル) (2013年-)
- 『今日のbijin』 美人時計東京版「りかぴょん」(2013年)
- 土井よしお＆アラケンのハイ！ちゅ～も～く！アイドル学園 #16 (ニコニコチャンネル) (2014年)

### その他
- グラビア プリンセスコレクション[11]
- ワッチミーナ2015エントリー(2014年)[12]